# 夏原望
夏原 望（なつはら のぞむ、1979年12月22日 - ）は、青森県弘前市出身のフルコンタクト空手の空手選手。
極真拳武會（一般社団法人極真武道空手連盟極真拳武會）城南五反田・中延支部所属。

## 略歴
2000年より廣重毅師範の内弟子となり、五反田道場の責任指導員を務める。2009年より中延空手クラブを運営。
2017年2月より極真拳武會城南五反田・中延支部の支部長。

## 獲得タイトル
- 極真館 第1回全日本ウェイト制空手道選手権大会 重量級 準優勝
- 極真館 第2回全日本ウェイト制空手道選手権大会 重量級 優勝
- 極真館 第3回全日本ウェイト制空手道選手権大会 重量級 準優勝
- 極真館 第4回全日本空手道選手権大会 準優勝
- 極真館 第5回全日本ウェイト制空手道選手権大会 重量級 優勝（極真初の手技顔面攻撃有りの試合）
- 極真館 第6回全日本空手道選手権大会 重量級 優勝
- 全極真世界ウェイト制空手道選手権大会（開催地：ハンガリー） 重量級ベスト16